# Runsten (innebandy)
IBK Runsten, Innebandyklubben Runsten, bildad 1992, är en innebandyklubb i Gävle i Sverige. Klubben bedriver pojk- och flicklagsverksamhet samt seniorverksamhet för herrar. Herrlaget spelar säsongen 2018/2019 i Allsvenskan.

## Historia
IBK Runsten bildades 13 april 1992 av Mathias Bondeson och Andreas Sävström. Till en början bestod laget av nio spelare och klubbens namn härstammar från att sju av spelarna hade vuxit upp på Runstensvägen i Bomhus i Gävle.

### Herrlag
Första säsongen, 1992/1993, i Division 5 Gästrikland var ett misslyckande men därefter spelade Runsten 59 matcher i rad utan förlust och avancerade på fyra säsonger till näst högsta divisionen, Division 1 Södra Norrland. Runsten degraderades dock omgående efter att ha slutat på sista plats tabellen. Säsongen 1998/1999 vann Runsten på nytt sin serie och gick upp i Division 1 Norra. Säsongen blev ett misslyckande då Runsten slutade på sista plats, med samma poäng som IBK Luleå ovanför nedflyttningsstrecket men med sämre målskillnad.
De kommande åren spelade Runsten i Division 2 med undantag för säsongen 2004/2005 då klubben frivilligt gick ner en division på grund av för höga resekostnader. De flesta säsongerna tillhörde laget toppen av tabellen och fick säsongen 2006/2007 kvala till Division 1 där det blev förlust i avgörande playoff mot IF Vesta med totalt 8-11. Säsongen 2007/2008 tog sig Runsten på nytt till kval och vann där playoff-gruppen. Avancemanget säkrades efter ett sudden death-avgörande mot Odelberg/Gustavsbergs IBK. Nästkommande säsong var Runstens tredje sejour i innebandyns näst högsta division. Precis som tidigare försök så slutade Runsten på sista plats och degraderades till Division 2 Södra Norrland igen. Efter en serieomläggning spelar Runsten numera innebandyns tredje högsta serie, Division 1 Södra Norrland.

### Damlag
Inför säsongen 1995/1996 beslutade Runstens styrelse att utöka verksamheten genom att starta ett damlag. Efter säsongen 2002/2003 lade Runsten ner sitt damlag.

### Ungdomslag
Säsongen 1997/1998 startade Runsten sitt första pojklag och har sedan dess kontinuerligt utökat verksamheten och har numera även flera flicklag. Till säsongen 2017/2018 har Runsten ett juniorlag, åtta ungdomslag varav sju pojklag och ett flicklagå samt en innebandyskola för fem- till sjuåringar.

## Trupp

### Spelare
| Nr | Namn               | Position |
| -- | ------------------ | -------- |
| 1  | Markus Lepännen    | Målvakt  |
| 10 | Alexander Hallén   | Forward  |
| 12 | Christian Byman    | Back     |
| 13 | Niklas Lindberg    | Forward  |
| 18 | Oliver Bäcklin     | Forward  |
| 19 | Mathias Bondeson   | Forward  |
| 23 | Joakim Sandblom    | Forward  |
| 26 | Andreas Pettersson | Forward  |
| 24 | Robin Johansson    | Back     |
| 28 | Andreas Lidbom     | Forward  |
| 33 | Tobias Hillman     | Back     |
| 61 | Joakim Rollén      | Forward  |
| 66 | Robert Berglund    | Forward  |
| 71 | Markus Söder       | Målvakt  |
| 78 | Mattias Wikström   | Back     |
| 90 | Joakim Brolin      | Forward  |

### Ledare
| Namn             | Funktion           |
| ---------------- | ------------------ |
| Björn Zättlin    | Tränare            |
| Sebastian Rollén | Materialförvaltare |